# Betty Curtis
Betty Curtis, nome d'arte di Roberta Corti (Milano, 21 marzo 1936 – Lecco, 15 giugno 2006), è stata una cantante italiana.
Per le sue qualità vocali e l'eleganza sulla scena è ricordata come una delle interpreti più rappresentative della musica leggera italiana.

## Biografia
Il padre, Ezio Corti, era originario di Rancio, rione di Lecco; la madre Luigia Ramundo era nativa di Spinazzola. Verso la metà degli anni cinquanta Roberta iniziò ad esibirsi come cantante jazz nei locali milanesi. Scoperta da Teddy Reno, venne presto scritturata dalla CGD debuttando sul mercato discografico nel 1957.
Le prime incisioni, essenzialmente cover di brani stranieri come Con tutto il cuore, versione italiana di With All My Heart e La pioggia cadrà, traduzione di Le jour ou la pluie viendra, ebbero ben presto un notevole successo, grazie soprattutto all'ampia estensione vocale e allo stile interpretativo della cantante, allora innovativo rispetto agli schemi della tradizione melodica italiana e vicino alle nuove tendenze musicali che giungevano da oltreoceano.
Betty Curtis debuttò al Festival di Sanremo 1959, interpretando tre brani, tutti finalisti, tra cui la canzone Nessuno insieme a Wilma De Angelis. La sua versione ottenne un buon successo, che si amplifica quando una Mina esordiente ne propose una versione alla maniera degli "urlatori".
Sempre nel 1959 apparve nel film I ragazzi del Juke-Box diretto da Lucio Fulci, nel quale faceva il verso a se stessa nei panni della cantante Betty Dorys, al fianco di Tony Dallara. In coppia con Mina si ripresentò al Festival di Sanremo 1960 con Non sei felice, che però non arrivò in finale.
L’anno dopo si ripresentò, vincendo, al Festival di Sanremo in coppia con Luciano Tajoli col brano Al di là, che in marzo portò anche all'Eurovision Song Contest di Cannes, classificandosi al quinto posto. Il 1961 fu un anno fortunato, dato che la cantante trionfò anche al Festival di Napoli, oltre a piazzare diversi 45 giri in hit parade, il più noto dei quali fu Soldi soldi soldi.
Nel 1962 prese parte per la quarta volta consecutiva al Festival di Sanremo, interpretando due canzoni: Buongiorno Amore, in coppia con Johnny Dorelli (finalista) e, di nuovo in coppia con Luciano Tajoli, Il cielo cammina, brano scritto da Mario Ruccione, che tuttavia non arrivò in finale. Alla fine dello stesso anno ottenne il maggiore successo discografico della sua carriera con Chariot (Sul mio carro), versione italiana dell'omonima canzone francese cantata inizialmente da Petula Clark e in seguito da Little Peggy March in inglese (I Will Follow Him).
Nel 1964 partecipò al Cantagiro (piazzandosi al quinto posto con Scegli me o il resto del mondo) e alla manifestazione Un disco per l'estate, che la vide protagonista anche nei due anni successivi, mentre al Festival di Sanremo 1965 interpretò Invece no in coppia con Petula Clark, ottenendo un buon riscontro.
Nel 1965 partecipò al film 008 operazione ritmo di Tullio Piacentini, interpretato anche da altri suoi colleghi della musica italiana. La sua sesta e ultima partecipazione al Festival di Sanremo fu nel 1967 con il brano È più forte di me presentato in coppia con il suo autore Tony Del Monaco. Alla fine degli anni sessanta, pur non ripetendo i successi degli anni precedenti, riuscì a mantenere viva la sua popolarità, grazie soprattutto alle partecipazioni ad importanti trasmissioni televisive dell'epoca come Canzonissima.
Nel 1970 termina il lungo sodalizio con la CGD. La cantante, nel corso del decennio, tornò occasionalmente a incidere dischi per altre etichette. Tra queste sue ultime incisioni l'album Folk, pubblicato su etichetta Alpha Record, in cui si cimenta in interpretazioni di brani della tradizione popolare italiana, tra cui Il cacciatore nel bosco, La monachella, Calabrisella mia, E lei la va in filanda, Hai ragione cara mamma, nonché successi internazionali quali Tango della gelosia, Chitarra romana, Tango delle rose, Amado mio, Addormentarmi così, Amore baciami, ed altri. Dalla colonna sonora originale del film di Walt Disney Elliot, il drago invisibile del 1978, interpretò la versione italiana della canzone Candle on the Water (Sarò la luce che ti guida).
Nel 1991 registrò per l'etichetta Babes record dodici brani inediti. La canzone Aquiloni al vento darà il titolo alla raccolta. Negli anni novanta, grazie al clima di revival, oltre a esibirsi in numerose serate fu ospite di vari programmi televisivi come quelli di Paolo Limiti, talvolta assieme all'amica Wilma De Angelis.
Nel 2004 fu ospite d'onore nello spettacolo di Fiorello in Stasera pago io, assieme a Wilma De Angelis e Carla Boni.
Betty Curtis morì nel 2006 all'età di 70 anni, in una clinica di Lecco, dopo una lunga malattia. Era sposata con il cantante Claudio Celli del Quartetto Radar. Riposa nel cimitero nuovo di Sesto San Giovanni.

## Discografia

### Singoli
- 1958 - With all my heart / The green door
- 1958 - Baby lover / Stupid cupid
- 1958 - La pioggia cadrà / Questo nostro amore
- 1958 - Tuppe tuppe mariscia'/ Resta cu'mme
- 1958 - Tortorella glu glu glu/ Un po' per gioco
- 1958 - Cantando con le lacrime agli occhi / Lontano da te
- 1959 - Nessuno / Partir con te
- 1959 - Un bacio sulla bocca / Tu sei qui
- 1959 - Cos'è un bacio / Un bacio sulla bocca / Tu sei qui
- 1959 - Tua / Per tutta la vita
- 1959 - Sempre con te / La vita mi ha dato solo te
- 1959 - Una marcia in fa / Lì per lì (con Johnny Dorelli)
- 1959 - Brivido blu / Al chiar di luna (porto fortuna)
- 1959 - Strade / Partir con te
- 1959 - Mais Oui! / La verità
- 1959 - La verità / Quando mi baci
- 1959 - Grido al ciel / Long playing kiss
- 1959 - Ti voglio dare un fiore / Buondì
- 1959 - Non dir di no / Dimmelo con un disco
- 1959 - Quando / Novembre
- 1959 - Quando se ne va l'estate / Manhattan spiritual
- 1959 - Ya ya / M'arrendo
- 1959 - Sono così sola / Sono innamorata di te
- 1960 - Amore senza sole / Colpevole
- 1960 - Non sei felice / Perdoniamoci
- 1960 - Noi / Invoco te
- 1960 - È vero / Quando vien la sera
- 1960 - Adonis / Aiutami a piangere
- 1960 - Bobby / Vicino a Te
- 1960 - Che gio-ia-ia-ia-ia! / Viva
- 1960 - Ci vogliono i mariti / Prestami un bacio
- 1960 - Raggio di luna / Nasce il dì
- 1960 - Uno a me uno a te / Qui Quo Qua
- 1960 - 5 Monetine D'oro / Qui Quo Qua
- 1960 - Il mio uomo / Souvenirs
- 1961 - Neve al chiaro di luna / Pollo e champagne
- 1961 - Libellule / Stasera piove
- 1961 - Buona notte Roma / Stasera piove
- 1961 - Midi Midinette / E' qui
- 1961 - Carolina dai / Tu con me (con Johnny Dorelli)
- 1961 - Fra le canne di bambù / Nessuno mai
- 1961 - Napoli shock / Tu sì a' malinconia
- 1961 - Al di là / Vicino a te
- 1961 - Ti voglio tanto bene / Tango del mare
- 1961 - Ricordami / Tre volte felice
- 1961 - Soldi soldi soldi / M'ha baciato
- 1962 - Buongiorno amore / Il cielo cammina
- 1962 - Tahiti 'eh / Cercami
- 1962 - Croce e delizia / Fenesta che lucive
- 1962 - Ti voglio bene Topolino (Betty Curtis) / I piccolissimi sette (Quartetto Radar)
- 1962 - Notte per due / Cupido
- 1962 - Un colpo al cerchio e uno alla botte / High society twist
- 1962 - Ay ay che luna / Con un sole così
- 1962 - Cercami / È qui
- 1962 - Chariot / La tua gioventù
- 1963 - Peter Brown / Lacrime di gioia
- 1963 - Occhi neri e cielo blu / Amor, mon amour, my love
- 1963 - La ragazza del week end / Un giorno e poi
- 1963 - Canzonetta romantica / Ora no
- 1963 - Canzonetta romantica / Weine eine kleine trane (cantate in tedesco)
- 1963 - Chariot / La tua gioventù
- 1963 - Wini wini / Il tamourè
- 1964 - Per te non riesco a dormire / Era mezzanotte
- 1964 - Sarò crudele / Le ore passano
- 1964 - Come ti vorrei / Pagherai
- 1964 - La casa più bella del mondo / Se ti prego
- 1964 - Scegli me o il resto del mondo / Mi fa piacere
- 1964 - Si si si, no no no / Hey! Tipi-tipi-Tonio (cantate in tedesco)
- 1965 - Invece no / La fine settimana
- 1965 - Ave Maria di periferia / Guarda cosa fai
- 1965 - Non è più lui / Adesso amami
- 1966 - Diabolik / Amore cos'hai?
- 1966 - Le porte dell'amore / Questa sera voglio vivere
- 1967 - Hansel e Gretel / C'è una candida chiesetta
- 1967 - Povero Enrico / Noi siamo in tre
- 1967 - È più forte di me / Sono poche le ore
- 1967 - Guantanamera / Amore cos'hai
- 1968 - Stanotte sentirai una canzone / La siepe
- 1968 - O O Orzoro (Betty Curtis e Claudio Celli) / A A Appuntamento (M.T. Letizia)
- 1968 - Vedrai...vedrai... / Con tutto il cuor
- 1969 - A questo punto / Lungo la Senna
- 1969 - Gelosia (Jalousie) / Lungo la Senna
- 1970 - Chi è senza peccato / Chi è senza peccato (strumentale)
- 1971 - Quanto tempo passerà / Tre parole
- 1973 - Donna / Innamorarsi no
- 1974 - Aspettiamo un po' /Che vita è
- 1975 - La grulla / Hai ragione cara mamma
- 1975 - Innamorarsi No / Calabrisella mia
- 1976 - Ma ci pensi tu (Cu Cu Rru Cu Cu Paoloma) / Sempre nel mio cuore
- 1978 - Way / Tentiamo insieme
- 1978 - Chariot sound / Tentiamo insieme
- 1978 - Sarò la luce che ti guida (Betty Curtis) / Ti amo anch'io (Aldo Baldi)
- 1979 - Dovrò pensare a me / E lui passa e va
- 1983 - Voglio / Amore strano

### EP
- 1958 - With all my heart / The green door / Baby lover / Stupid cupid
- 1958 - La pioggia cadrà / Cantando con le lacrime agli occhi / Lontano da te / Questo nostro amore
- 1959 - Nessuno / Lì per lì / Piove / Una marcia in fa
- 1959 - Mais Oui! / Grido al ciel / La verità / Quando mi baci
- 1959 - Quando se ne va l'estate / Novembre / Manhattan spiritual / Ti voglio dare un fiore
- 1959 - Buondì / Son così sola / M'arrendo / Ya Ya
- 1960 - Amore senza sole / Non sei felice / Perdoniamoci / Invoco te
- 1962 - Soldi soldi soldi / M'ha baciato (Betty Curtis) / Svegliati amore / Cha cha China (Johnny Dorelli)

### Mix
- 1992 - Italian remix 2: Lasciati baciare col letkiss (Gemelle Kessler) / Stessa spiaggia stesso mare (Piero Focaccia) / Chariot (Betty Curtis) (CGD)

### Album
- 1959 - Lontano da te...lontano dal mare (CGD, FG 5001)
- 1963 - I successi di Betty Curtis (CGD,FG 5005)[3]
- 1965 - Betty (CGD, FGS 5015)
- 1967 - Guantanamera (CGD, POP 31)
- 1970 - A modo mio (CGD, FGS 5075)
- 1975 - Folk (Alpharecord, AR 3017)
- 1976 - Folk n.2 (Alpharecord, AR3029)
- 1987 - Tony Dallara & Betty Curtis (Etichetta Targa)
- 1991 - Aquiloni al vento (Babes record BB-MC 91177)
- 1993 - La mia compilation (Joker, CD10052)

### Raccolte e ristampe
- 1975 - 14 successi indimenticabili (Up International)
- 1975 - Ricordiamole insieme (Alpharecord, AR3018)
- 1978 - I successi di... Betty Curtis (Record Bazaar)
- 1987 - Il vero folk italiano di Betty Curtis (D.V. More Record)
- 1988 - Al di là (serie "MusicA") (CGD)
- 1988 - Le più belle canzoni (serie "MusicA") (CGD)
- 1991 - Milva / Mina / Betty Curtis (serie "Donne Stars 2") (D.V. More Record)
- 1993 - Gli urlatori (con Tony Dallara) (TDM)
- 1995 - Folk italiano (Duck Record, SMCD 475)
- 1999 - Chariot (Fonotil/Alpharecord)
- 2005 - Tony Dallara e Betty Curtis (D.V. More Record)
- 2006 - Le più belle canzoni di Betty Curtis (Warner Music)
- 2010 - Il vero folklore italiano (Alpharecord)

## Filmografia
- I ragazzi del juke-box, regia di Lucio Fulci (1959)
- Destinazione Sanremo, regia di Domenico Paolella (1960)
- Canzoni a tempo di twist, regia di Stefano Canzio (1962)
- 008 operazione ritmo, regia di Tullio Piacentini (1965)

## Programmi televisivi
- 1959 - Festival di Sanremo
- 1959 - Buone vacanze
- 1959 - Canzonissima
- 1960 - Festival di Sanremo
- 1960- Buone vacanze
- 1960- Primo piano
- 1960- Musica per due
- 1961- Giardino d'inverno
- 1961 - Festival di Sanremo
- 1961 - Eurofestival
- 1961 - Studio Uno
- 1961 - Canzonissima
- 1962 - Festival di Sanremo
- 1962 - Il signore delle 21
- 1964 - Cantagiro
- 1964 - Un disco per l'estate
- 1965 - Festival di Sanremo
- 1965 - Studio Uno
- 1965 - Un disco per l'estate
- 1965 - La prova del nove
- 1966 - Un disco per l'estate
- 1966 - Scala reale
- 1967 - Festival di Sanremo
- 1967- Settevoci
- 1967 - Partitissima
- 1967 - Ieri e oggi
- 1968 - Canzonissima
- 1968 - Che domenica amici
- 1969 - Canzonissima
- 1975 - Eravamo gli urlatori
- 1975 - Passano gli anni: mezzo secolo di canzoni (Vittorio Mascheroni 1920-1970)
- 1978 - I favolosi anni 50
- 1982 - Il circo di Sbirulino
- 1988 - Prima del festival
- 1989 - Una rotonda sul mare
- 1989 - C'era una volta il Festival
- 1990 - Il caso Sanremo
- 1994 - Il tappeto volante
- 1996 - Domenica in
- 1999 - Alle due su Rai Uno
- 1999 - Ventanni
- 2000 - Viva Sanremo
- 2004 - Stasera pago io